# Pedro Ayub
Pedro Ayub Julião Júnior, mais conhecido como Pedro Ayub (Itaqui, 15 de junho de 1977), é um ex-futebolista brasileiro que atuava como volante.

## Carreira
Pedro Ayube passou por diversos clubes brasileiros como Vila Nova, Avaí, Portuguesa e Chapecoense. Chegou a atuar também no Lérida da Espanha durante vários anos.
No ano de 2011, retornou a Santa Catarina para reforçar o Guarani de Palhoça na Divisão Especial do Campeonato Catarinense de 2011, mas acabou mesmo indo atuar no Hercílio Luz na mesma competição.
Para 2013, Pedro é anunciado como reforço do Brasília para a segunda fase do Candangão.

## Títulos
Seleção Gaúcha de Futebol
- Campeão Brasileiro de Seleções: 1996

Novo Hamburgo
- Campeão Copa Dalto Menezes: 2005
- Campeão Copa Emídio Perondi: 2005

Brasília
- Copa Verde: 2014